# Nova Cerkev
Nova Cerkev je sklenjeno središčno naselje trškega videza ob cerkvi sv. Lenarta, v severnem, gričevnatem delu Celjske kotline, ki upravno spada pod Občino Vojnik.
Naselje leži na nizki ledenodobni terasi, severovzhodno od sotočja reke Hudinje in potoka Dobrnice. Skozi naselje je speljana lokalna cesta, ki povezuje Vojnik in Vitanje, južno od njega pa cesta Vojnik - Dobrna. Na severovzhodu je urbanizirani del naselja, z ulično zasnovo, kjer so večinoma novejše hiše. Zaselki, ki gravitirajo k naselju so: Hudinja (v dolini ob sotočju Hudinje in potoka Dobrnice), Pekel in Uršt.

## Zgodovina naselja
Kraj je bil obljuden že v starem veku. O tem priča najdba dveh rimskih nagrobnikov, takrat je tod verjetno vodila stranska cesta proti Vitanju. Prvič se v pisnih virih naselje omenja leta 1236, saj so tod potekale pomembne trgovske poti z jugovzhoda proti severozahodu.
V obdobju turških vpadov so župnijsko cerkev sv. Lenarta obdali z obzidjem. Leta 1887 je velik požar zajel in uničil skoraj vse naselje, ki je bilo v glavnem leseno, ostale so le cerkev in nekatere redke hiše. Naselje z bližnjimi zaselki so poslednjič ogrožali Turki leta 1529, ko so se vračali z enega zadnjih osvajalnih pohodov, kasneje pa ni doživljalo večjih pretresov.
Naselje je med letoma 1953 in 1992 nosilo ime Strmec pri Vojniku, po bližnjem griču v Polžah, pred tem pa samo Strmec.

### Anton Martin Slomšek
V Novi Cerkvi je v letih 1827–1829 kaplanoval blaženi škof Anton Martin Slomšek in po njegovih pismih sodeč in drugih virih, je bilo to obdobje zanj srečno in ustvarjalno. Dobro se je razumel z dekanom Jakominijem, ki je tudi spodbujal nedeljske šole. Tu je veliko pisal, znamenite so prav njegove pridige, ki so nastale v Novi Cerkvi in v kraju so pred leti izdali knjigo z izborom pridig, ki jih je napisal tu. V Novi Cerkvi vsako leto prirejajo v okviru Slomškovega projektnega sveta Slomškove kulturne dneve, od septembra 2013 pa je urejena odprta tudi njegova spominska soba, s prilagojenim dostopom gibalno oviranim osebam.
Kraj je družabno in kulturno zelo aktiven, saj ima svoje kulturno društvo, gasilsko društvo, turistično društvo, športno društvo, godbo na pihala, ansambel Štajerski rogisti, več pevskih zborov, organizira se  pustni karneval...

## Krajevna skupnost
Krajevno skupnost sestavlja še 16 okoliških vasi s približno 2200 ha površine in 2400 prebivalci. To so Novake, Razdelj, Straža, Socka, Trnovlje pri Socki, Selce, Velika Raven, Čreškova, Zlateče, Homec, Landek, Vine, Vizore, Polže, Lemberg in Hrenova. Nova Cerkev praznuje krajevni praznik 4. julija. Ta dan je spomin na akcijo dela enot Tomšičeve brigade, ki so osvobodile kraj in je od tega dne dalje bilo območje krajevne skupnosti osvobojeno ozemlje.

## Zgradbe
V Novi Cerkvi so: petletna podružnična osnovna šola (šolstvo se tu prvič omenja že 1765. leta), kulturni dom z domom gasilcev, krajevni urad, pošta, samopostrežna trgovina, dve gostilni in bistro, župnijska cerkev in še kaj.
- Župnijska cerkev sv. Lenarta, Nova Cerkev
- kapela sv. Mihaela
- župnišče
- Podružnična osnovna šola Nova Cerkev s športno dvorano